# Lubanie (gemeente)
De gemeente Lubanie is een landgemeente in het Poolse woiwodschap Koejavië-Pommeren, in powiat Włocławski.
De zetel van de gemeente is in Lubanie.
Op 30 juni 2004 telde de gemeente 4692 inwoners.

## Oppervlakte gegevens
In 2002 bedroeg de totale oppervlakte van gemeente Lubanie 69,3 km², waarvan:
- agrarisch gebied: 72%
- bossen: 21%

De gemeente beslaat 4,71% van de totale oppervlakte van de powiat.
Website gemeente www.lubanie.com

## Demografie
Stand op 30 juni 2004:
| Omschrijving                   | Totaal | Totaal | Vrouwen | Vrouwen | Mannen | Mannen |
| ------------------------------ | ------ | ------ | ------- | ------- | ------ | ------ |
| eenheid                        | aantal | %      | aantal  | %       | aantal | %      |
| inwoners                       | 4692   | 100    | 2341    | 49,9    | 2351   | 50,1   |
| bevolkingsdichtheid (inw./km²) | 67,7   | 67,7   | 33,8    | 33,8    | 33,9   | 33,9   |

In 2002 bedroeg het gemiddelde inkomen per inwoner 1993,8 zł.

## Plaatsen
Barcikowo, Bodzia, Dąbrówka, Gąbinek, Janowice, Kałęczynek, Kaźmierzewo, Kocia Górka, Kolonia Ustrońska, Kucerz, Lubanie, Mikanowo A, Mikanowo B, Mikorzyn, Probostwo Dolne, Probostwo Górne, Przywieczerzyn, Przywieczerzynek, Sarnówka, Siutkówek, Tadzin, Ustronie, Włoszyca Lubańska, Zapomianowo, Zosin.

## Aangrenzende gemeenten
Bądkowo, Bobrowniki, Brześć Kujawski, Waganiec, Włocławek